# Karolína Lipowská
Karolína Lipowská (*2. března 2005) je česká herečka.
Kromě herectví se Karolína Lipowská věnovala aktivně moderní gymnastice v SKMG Chodov Praha (přebornice Prahy v jednotlivcích 2013 a vicemistryně ČR v kategorii společných sestav „Naděje starší“ 2016 a v kategorii „Juniorky“ 2017). Od roku 2019 se věnuje tanci (zejména contemporary, akrobacie a street dance).
Debutovala v roli Anetky po boku Any Geislerové v celovečerním filmu Polednice, který se natáčel v roce 2015. Předtím se objevila jen v reklamě.

## Filmografie
- 2016 Polednice – film, (hlavní dětská role - postava dcery Anetky)[3]
- 2016-2018 Ohnivý kuře – televizní seriál TV Prima (postava Diany „Didi“ Tréblové)
- 2017 Bajkeři – film
- 2019 Specialisté - 64. díl - Ztraceno v paměti (postava Jůlie Šimůnkové)
- 2019 Skvrna - 6. díl - Řád, 7. díl - Julie (postava ošetřovatelky Julie)
- 2020 Stockholmský syndrom (Česká televize)
- 2020 Chlap na střídačku
- 2020 Ulice (postava Anežky Klímové, mladší sestra Báry Klímové)